# Claus Christian Tilly
Claus Christian Tilly (17. april 1800 i Augustenborg – 9. februar 1879 på Frederiksberg) var en dansk maler.
Han var søn af skræddermester Johan Peter Tilly og Cathrine Clausen og halvbroder til teatermaler Jacob Ehrencron, idet hans moder senere blev gift med dennes fader. Han kom til København for at lære malerhåndværket og uddanne sig til kunstner. Efter fra 1815 at have gennemgået Kunstakademiets lavere skoler blev han elev af modelskolen 1824, vandt 1825 den lille og 1826 den store sølvmedalje. I 1827 konkurrerede han forgæves til den lille guldmedalje og til pengepræmien og gjorde derpå i 1829 mesterstykke som maler. Han løste borgerbrev i 1833, var en tid malerlavets oldermand, men udtrådte i 1864 atter af lavet.
Fra 1819 til 1844 udstillede han først nogle kopier, senere landskaber og figurbilleder, deriblandt i 1841 og 1844 to altertavler. Han malede 1829 portrætter af provst J.A. Brasen og hustru, også i 1833 udstillede han to portrætter. For øvrigt har han mest virket som dekorations- og teatermaler og havde en tegneskole. Efter også at have været borgerrepræsentant en del år (1849-57) blev han lem på Almindelig Hospital fra 1874 til 1876, men flyttede atter ud i byen og døde den 9. februar 1879.
Tilly havde langt større betydning som organisator end som kunstner. Han nedsatte han komité, der skulle bedømme de overslag, som svendene skulle udføre som en del af mesterstykket. Desuden indførte han, at de skulle bestå en mundtlig prøve. Han gik også op i at tilpasse mesterstykket til tidens krav. Han var desuden medinitiativtager til etableringen af en farvemølle.
Tilly blev gift 1. gang 21. januar 1827 i København med Karen Marie Falch (født 29. november 1802 smst.), datter af Jacob Friedrich Falch og Pernille Olsdatter. Ægteskabet opløst. 2. gang ægtede han 4. april 1855 i København Vilhelmine Sommerfeldt (19. februar 1826 smst. - 18. april 1868 smst.), datter af Ellen Kirstine Lassen. Vilhelm Tilly var hans sønnesøn.
Han er begravet på Assistens Kirkegård.

## Værker
- Landskab, kopi efter Erik Pauelsen (udstillet 1819)
- En bjørnejagt, kopi (udstillet 1820)
- Landskab ved Augustenborg (udstillet 1824)
- Modelfigur (udstillet 1826, lille sølvmedalje)
- Portrætter af provst J.A. Brasen og hustru (begge 1829)
- To sjællandske bønderfolk (udstillet 1838)
- Fremstillingen i Templet (udstillet 1841)
- Den velsignende Kristus, altermaleri (1844, Røsnæs Kirke, kopi efter tavle af J.L. Lund, 1831, i Søllerød Kirke, nedtaget)
- Kristus i Getsemane (udstillet i Stockholm 1850)
- Kristi fødsel, midterfeltet på en ældre altertavle (olie på lærred, 1855, Albøge Kirke)
- Dameportræt (tidligere i Johan Hansens samling)

Tilskrivninger:
- Et portræt af Frederik VII (tidligere i Det Nationalhistoriske Museum på Frederiksborg Slot, deponeret i Nationalmuseet)